# Hội chứng FNG

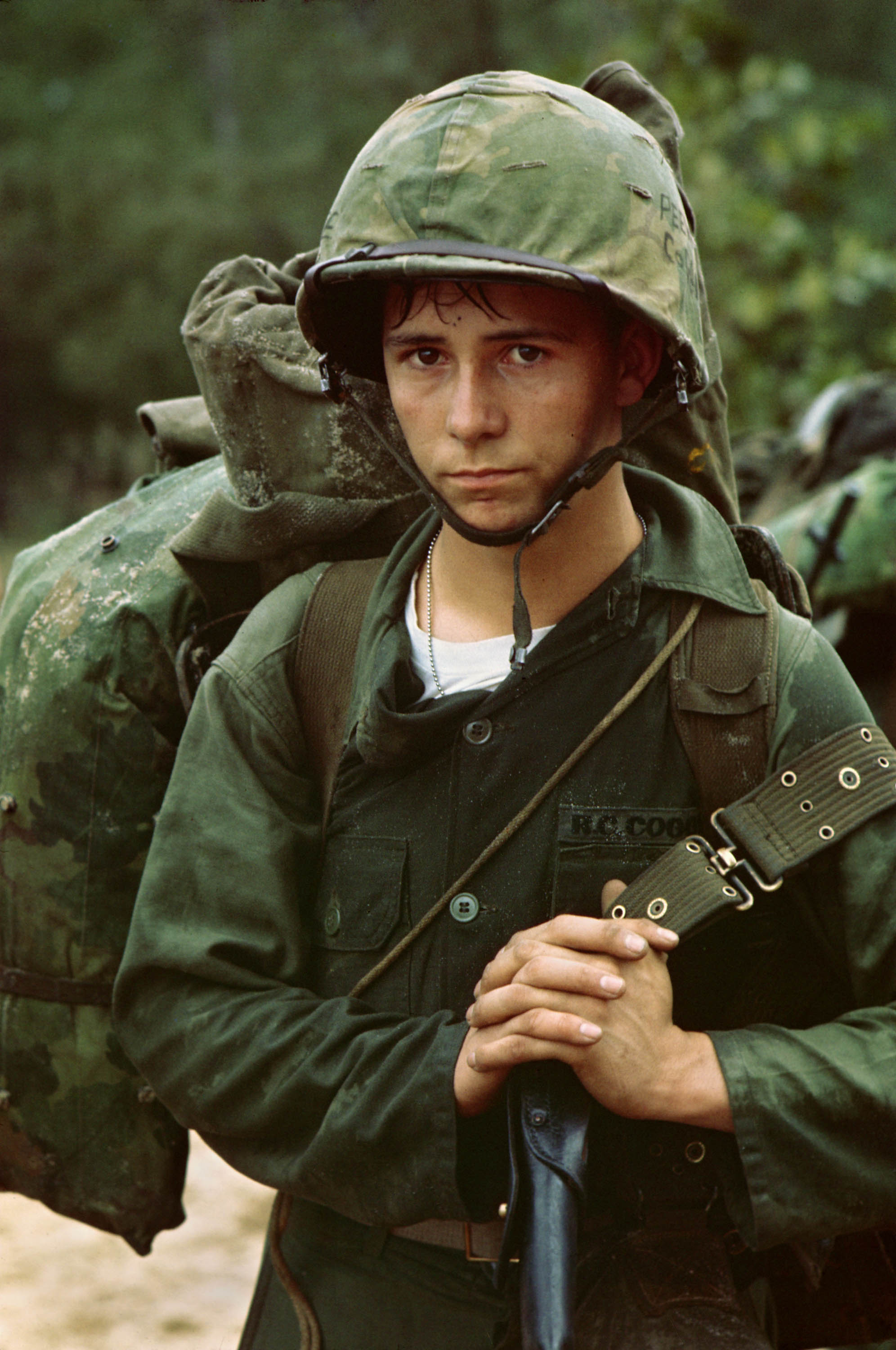
Một binh nhì trẻ tuổi thuộc toán Thủy quân lục chiến đang đợi trên bãi biển trong cuộc đổ bộ của đội quân này tại Đà Nẵng, ngày 3 tháng 8 năm 1965.

Thuật ngữ "anh chàng mới chết tiệt" (tiếng Anh: Fucking New Guy, viết tắt FNG) là thuật ngữ mang hàm ý xúc phạm, phổ biến trong nhóm binh sĩ, tuyên úy quân đội và quân y của Lục quân và Thủy quân lục chiến Mỹ được triển khai đến Đông Nam Á trong chiến tranh Việt Nam, thường để chỉ những người mới đến.

## Tổng quan
Thông thường, nhưng không phải luôn luôn, thuật ngữ này ám chỉ những tân binh mới từ Mỹ đến gia nhập các đơn vị đã có từ trước ở Việt Nam. Mỗi đơn vị đều có một FNG và thuật ngữ này được sử dụng cho tất cả các loại đơn vị, từ chiến đấu tiền tuyến cho đến các đơn vị hỗ trợ và y tế.
Hiện tượng FNG phát triển từ chính sách luân chuyển cá nhân của quân đội Mỹ trong chiến tranh Việt Nam, theo đó các binh sĩ riêng lẻ được luân chuyển ra vào trong các chuyến công tác kéo dài 12 tháng với các đơn vị đã được triển khai tại Việt Nam. Trong các cuộc chiến tranh hiện đại khác của Mỹ trước và sau đó, các đơn vị quân đội vẫn được duy trì và triển khai tổng thể. Trong thời kỳ này, do chiến tranh Lạnh, Hoa Kỳ phải đối mặt với nhu cầu duy trì sự hiện diện lớn của quân đội không chỉ ở Đông Nam Á mà còn ở cả Hàn Quốc và Tây Âu. Chính quyền Johnson thiếu vốn liếng chính trị và ý chí cần thiết để điều động Vệ binh Quốc gia và Lực lượng Dự bị hoặc thuyết phục Quốc hội kéo dài thời gian thực hiện nghĩa vụ của những người bị bắt đi quân dịch quá 24 tháng. Thiếu các đơn vị bộ binh chiến đấu đủ để duy trì chiến lược luân chuyển theo đơn vị, chính sách luân chuyển cá nhân đã được thông qua.
FNG là một phần quan trọng trong động lực nhóm của các đơn vị quân đội Mỹ tại Việt Nam và cách đối xử với họ về cốt lõi là ý thức chung về "chúng ta" (người có kinh nghiệm chiến tranh) và "họ" (người đã trở về Mỹ) . Như một người lính đã nói, FNG "vẫn còn gây phiền toái cho các tiểu bang". Chính trong các đơn vị chiến đấu, FNG đã thực sự bị đồng nghiệp phớt lờ và ghét bỏ. FNG trong một đơn vị chiến đấu "bị coi như không phải là con người, một kẻ ngang ngược, bị xa lánh và khinh miệt, gần như bị phỉ báng, cho đến khi anh ta vượt qua giới hạn ma thuật, vô hình đó để trở thành người đáng được tôn trọng." Việc ngược đãi FNG thường xuyên dẫn đến một số lượng lớn chấn thương về tâm thần và được các bác sĩ tâm thần quân đội gọi là 'Hội chứng FNG'.
Nhìn bề ngoài, việc đối xử như vậy với các thành viên mới trong đơn vị xảy ra vì những lý do đơn giản để sinh tồn. Những tân binh có tỷ lệ kiệt sức cao hơn so với binh lính có kinh nghiệm, và các đơn vị nhỏ của đội quân chiến tranh rừng rậm kỳ cựu chỉ đơn giản coi họ là một gánh nặng. "Họ nói quá to và tạo ra quá nhiều tiếng ồn khi di chuyển xung quanh, không biết phải mang theo gì vào bụi rậm hay thậm chí mặc nó như thế nào cho đúng cách, không thể đáp ứng các mệnh lệnh chiến đấu cơ bản, bắn quá nhiều đạn và có xu hướng bị ngã lăn quay ngay cả trong những động tác 10 kilômét dễ dàng nhất. Chúa ơi, họ thậm chí còn nhớ nhà."
Ngày nay, thuật ngữ này vẫn được sử dụng trong cơ quan thực thi pháp luật, quân đội Mỹ, lính cứu hỏa vùng đất hoang (đặc biệt là Hotshot), quân đội Canada và các ngành kỹ thuật có đông đảo cựu quân nhân. Nhóm Phi hành gia NASA số 8, nhóm phi hành gia đầu tiên sau Apollo, có biệt danh là "TFNG". Từ viết tắt chính thức là viết tắt của "Ba mươi lăm chàng trai mới" (Thirty-Five New Guys, là số lượng phi hành gia được chọn), nhưng không chính thức liên quan tới thuật ngữ được dùng ở Việt Nam.

## Nghiên cứu
Một số nghiên cứu cụ thể đã được thực hiện về hiện tượng FNG. Các bác sĩ tâm thần quân sự nổi tiếng đã cảnh báo rằng hệ thống thay thế cá nhân đang gây ra những hậu quả thảm khốc đối với sự gắn kết đơn vị.
- Tiến sĩ Douglas R. Bey đã xuất bản "Động lực nhóm và" F.N.G." ở Việt Nam—một trọng tâm căng thẳng tiềm tàng" vào năm 1972 và được tham khảo rộng rãi, bao gồm cả việc sử dụng để bảo vệ các hoạt động làm quen trong số những đơn vị chiến đấu hiện đại của Mỹ.[7]
- Tiến sĩ Charles Figley cũng viết về tác động của việc trở thành FNG như một phần của sự phát triển chứng rối loạn căng thẳng sau chấn thương ở các cựu chiến binh.